# خیابان یکم (منهتن)
خیابان یکم (انگلیسی: First Avenue) خیابانی در شهر منهتن، نیویورک است.
این خیابان که ۱۰٫۱ کیلومتر طول دارد از سمت جنوب به خیابان خیابان هیوستن و خیابان آلن و از سمت شمال به خیابان ۱۲۶ام منتهی میشود.

## نگارخانه

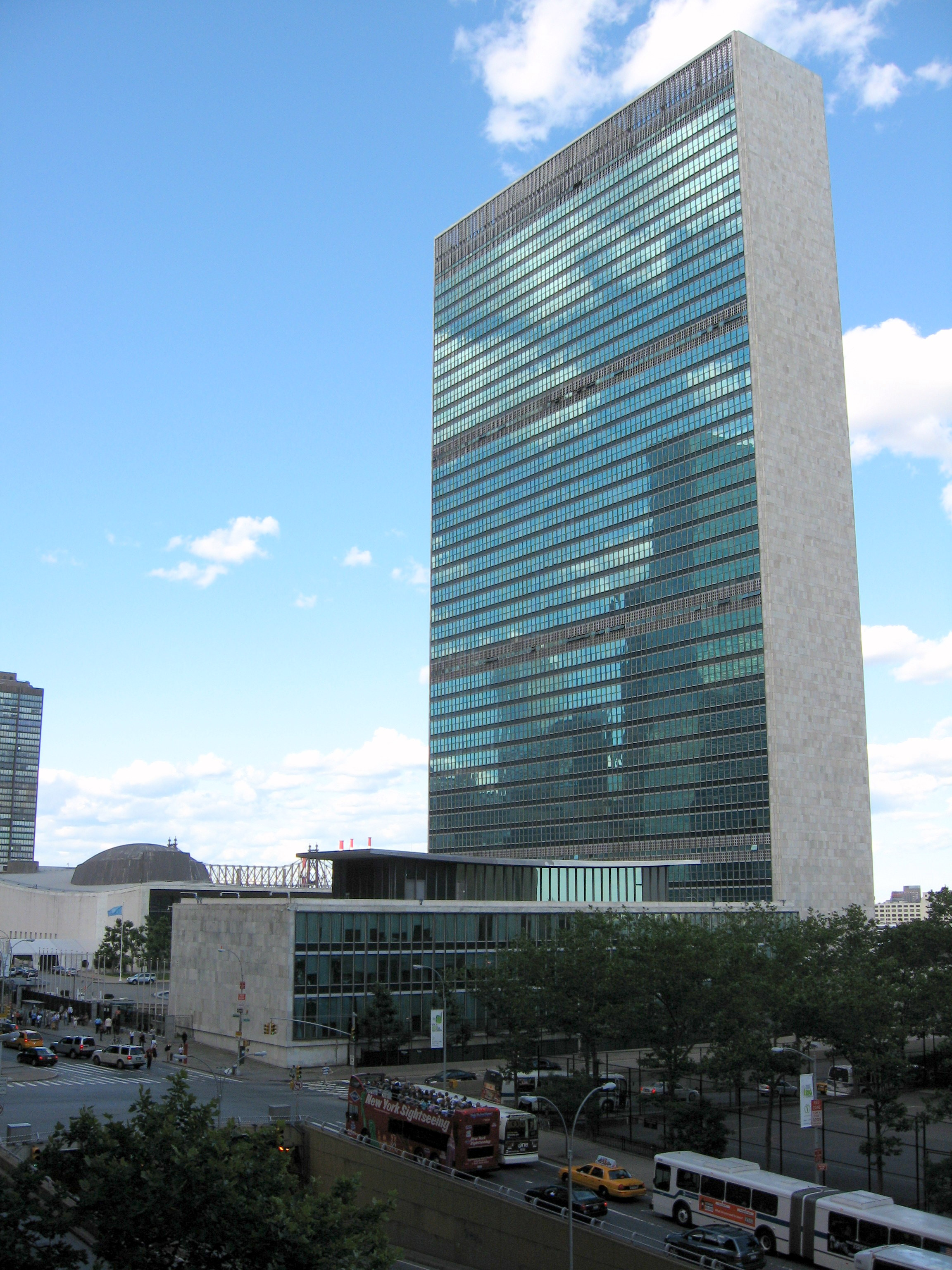
مقر سازمان ملل در خیابان یکم
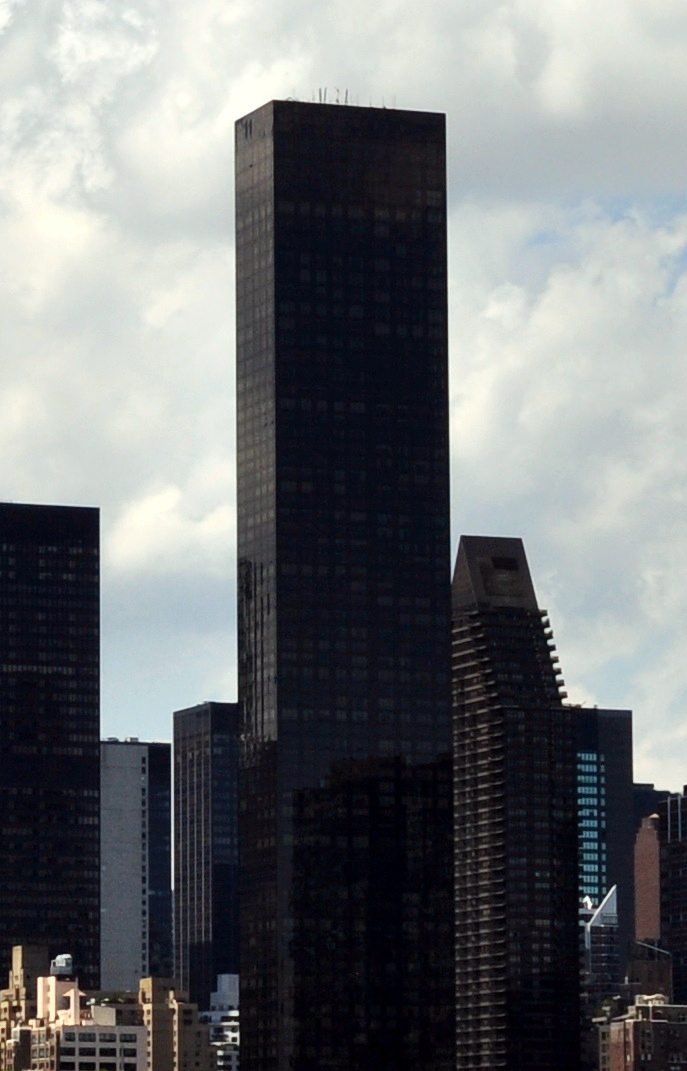
برج ترامپ ورلد
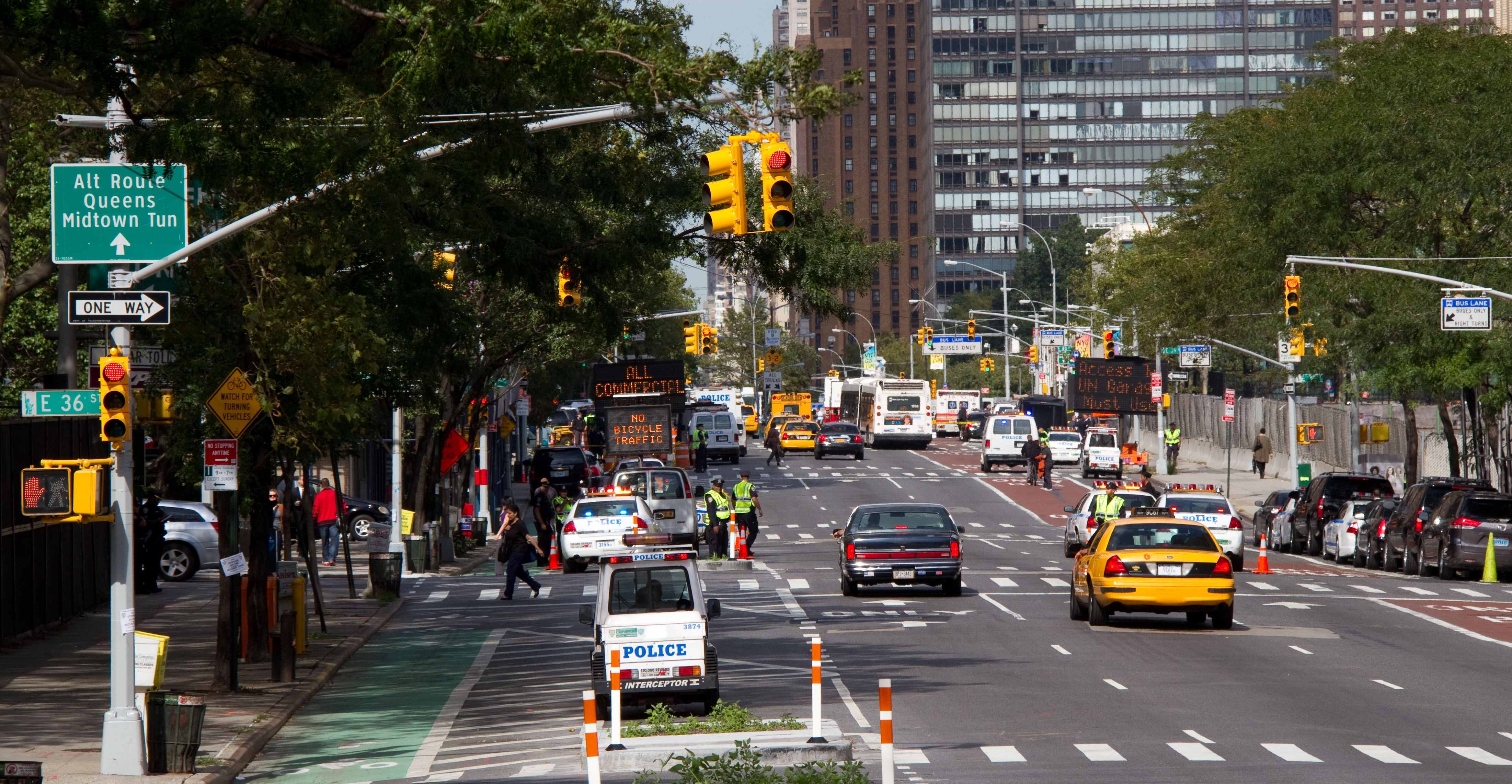
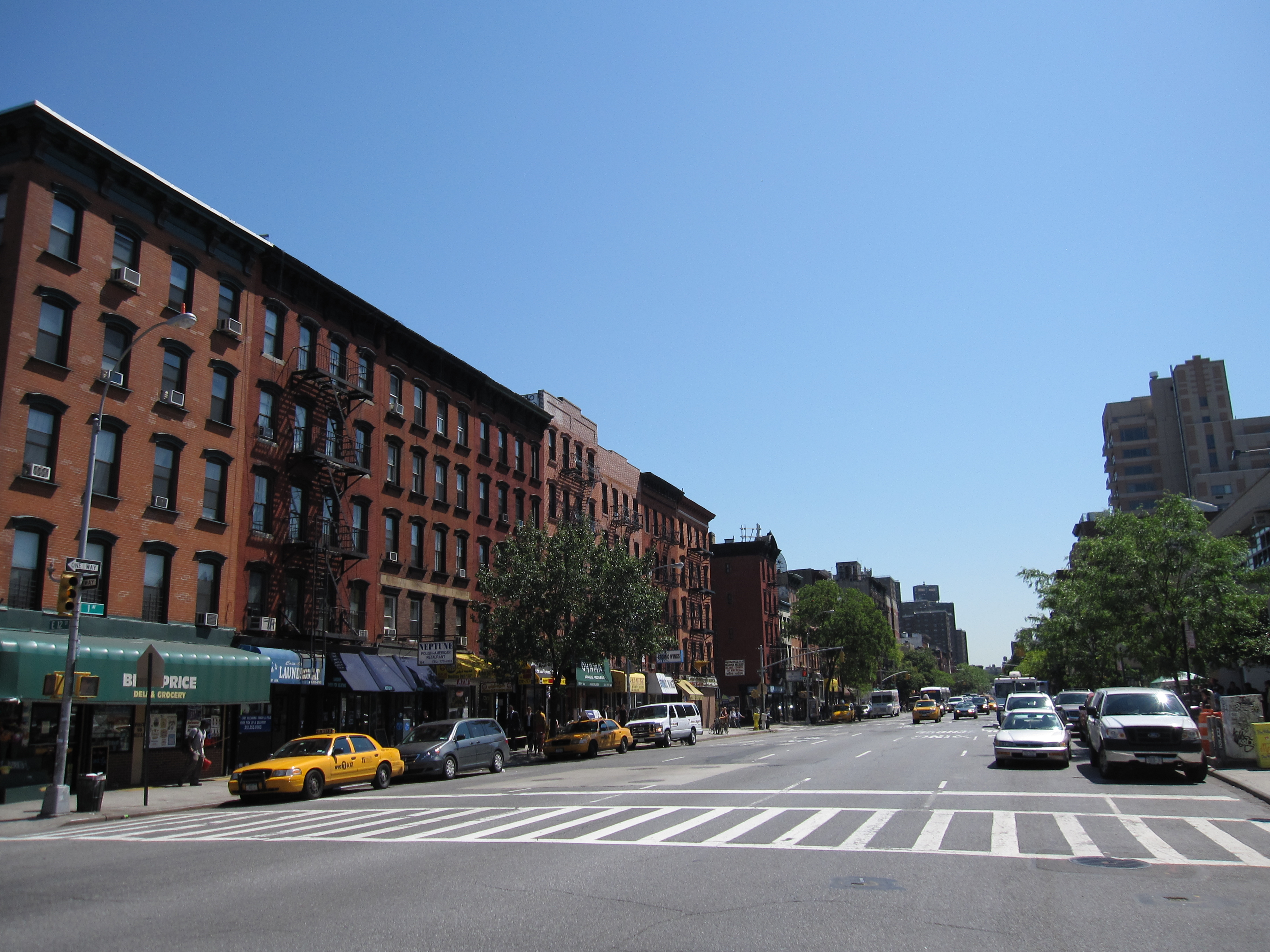
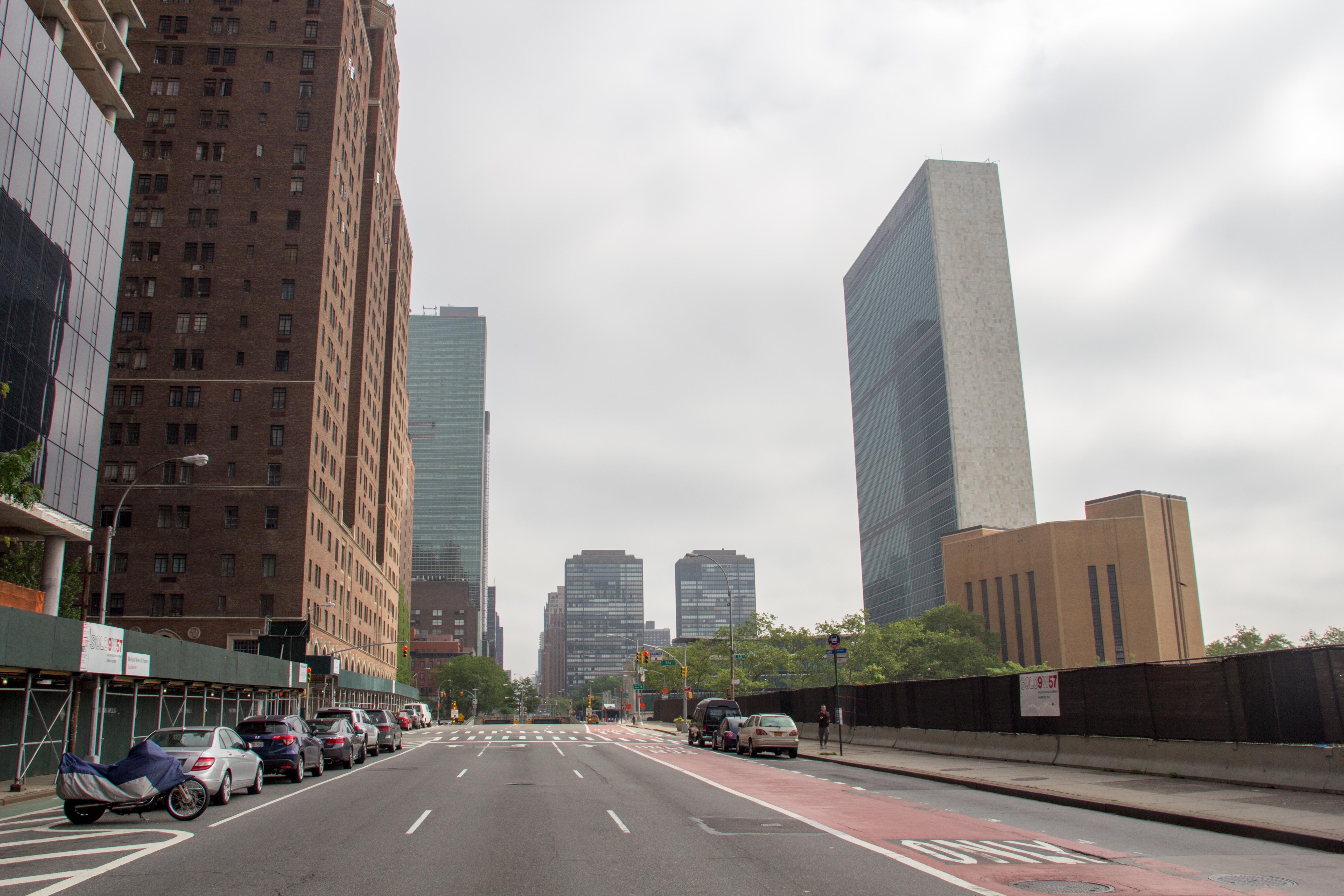